# بيان تصميم القرية
يتيح وضع بيان تصميم القرية إمكانية تقديم الفرصة للمجتمعات لوصف ما يشعرون به من إمكانية التحسن تجاه الخصائص المادية للأبرشية.
مجالس المجتمعات الريفية تدعم المجتمعات المحلية من أجل إنتاج بيانات تصميم القرية. تركز بيانات تصميم القرية في الأصل على البيئات المبنية، ولكن نظرًا لتطور أساليب المسح، فقد بدأوا في تضمين عناصر التزويد بالخدمة وتم استبدالها بخطط العمل القروية.

## وصلات خارجية
- Natural England Village Design Statements نسخة محفوظة 29 أغسطس 2008 على موقع واي باك مشين., UK government website
- Rural Community Council of Essex
- Chelmsford Borough VDS
- Rippingale Village Design Committee website
- Rippingale Village Design Statement
- Village Action Plan review book